# Bell 412
Bell 412 –  це багатоцільовий гелікоптер середньої вантажопідйомності, який розроблявся і виготовлявся компанією Bell Helicopter. Цей гелікоптер є модернізованою версією популярного гелікоптера Bell 212 з збільшеною довжиною фюзеляжу та покращеною авіонікою.
Bell 412 відомий своєю надійністю та можливістю працювати в різних кліматичних умовах, включаючи холодні та жаркі регіони. Також гелікоптер має хорошу маневреність та може виконувати складні маневри, що є важливим для виконання завдань пошуку та рятування або пожежогасіння.

## Характеристики
Екіпаж: 1-2 пілоти
Кількість пасажирів: до 15 пасажирів або 6 носилок із одним супроводжуючим
Довжина: 17 метрів
Висота: 4,57 метрів 
Вантажопідйомність: 1 814 кг
Максимальна злітна маса 5 397 кг
Максимальна швидкість: 230 км/год
Дальність польоту: 744 км 
Тривалість польоту: 3 год 42 хв
Максимальна висота: 3 110 метрів

## Країни-експлуатанти
- Італія — у 1984 році був прийнятий на озброєння Повітряних сил Італії

- Азербайджан — у 2018 році був прийнятий на озброєння.

- Канада